# Тріал (спорт)
Тріал (англ. trial) - загальна назва видів спорту, пов'язаних з подоланням спеціально побудованих або природних перешкод на велосипеді (велотріал), мотоциклі (мототріал), легковому автомобілі підвищеної прохідності (джип-тріал) або вантажівці (трак-тріал). Основним критерієм успішного проходження траси є не швидкість, а точність і відсутність штрафних очок, зазвичай нараховуються спортсменам за торкання перешкод частинами тіла. 